# فوتانی
فوتانی (به ایتالیایی: Futani) یک کومونه در ایتالیا است که در استان سالرنو واقع شده‌است.

## خصوصیات
فوتانی ۱۴ کیلومترمربع مساحت و ۱٬۳۰۰ نفر جمعیت دارد و ۴۳۱ متر بالاتر از سطح دریا واقع شده‌است.